# Auchinleck Castle

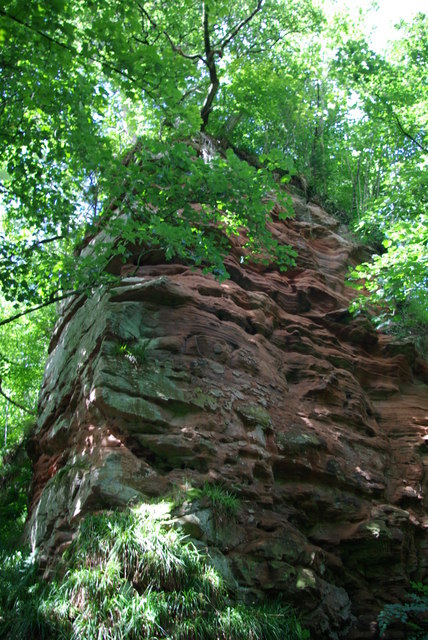
Sandsteinfelsen von Auchinleck Castle

Auchinleck Castle ist eine Burgruine auf einem Felsvorsprung über dem Ostufer des Flusses Lugar Water in der schottischen Council Area East Ayrshire. Auf der anderen Flussseite befindet sich Ochiltree Castle.
Im 12. Jahrhundert ließ die Familie Auchinleck die Burg erbauen. Heute sind nur noch Fragmente auf dem roten Sandsteinfelsen erhalten.